# Răcăciuni (gmina)
Răcăciuni – gmina w Rumunii, w okręgu Bacău. Obejmuje miejscowości Ciucani, Fundu Răcăciuni, Gâșteni, Gheorghe Doja, Răcăciuni i Răstoaca. W 2011 roku liczyła 7252 mieszkańców.